# Passerelle Eiffel
De Passerelle Eiffel is een voormalige spoorbrug over de Garonne in de Franse stad Bordeaux, ontworpen door Stanislas de la Laroche-Tolay en Paul Régnauld en gebouwd onder leiding van civiel ingenieur Gustave Eiffel. De bouw is begonnen in 1858 en de brug is in gebruik genomen op 1 september 1860. 
Omdat op de brug twee sporen lagen met een maximumsnelheid van 30 km/u en zo een flessenhals vormden in de verbinding tussen Bordeaux en het noorden, besloot het Réseau Ferré de France tot de aanleg van een nieuwe brug met vier sporen naast de bestaande brug. Deze nieuwe brug, de Pont ferroviaire de Bordeaux is geopend in mei 2008. De Passerelle Eiffel wordt sindsdien gebruikt als voetgangersbrug.